# Мирово (Софійська область)
Ми́рово (болг. Мирово) — село в Софійській області Болгарії. Входить до складу общини Іхтіман.

## Населення
За даними перепису населення 2011 року у селі проживали 202 особи.
Національний склад населення села:
| Національність   | Кількість осіб | Відсоток |
| ---------------- | -------------- | -------- |
| болгари          | 192            | 97,0%    |
| цигани           | 5              | 2,5%     |
| Всього відповіли | 198            |          |

Розподіл населення за віком у 2011 році:
Динаміка населення: